# علم مقاطعة فلاديمير
أعتمد علم فلاديمير أوبلاست في يوم 28 نيسان - ابريل من عام 1999. يتكون العلم من قطعة قماش حمراء اللون ويوجد في الجهة اليسرى من العلم شريط باللون الأزرق ويوجد في أعلى الشريط صورة للمطرقة والمنجل باللون الأصفر ويوجد في وسط قطعة القماش الحمراء صورة لشعار النبالة للأوبلاست ولكن بعكس الألوان من الأحمر إلى الأصفر.